# Centre d'hébergement et de réinsertion sociale
En France, un centre d'hébergement et de réinsertion sociale (CHRS) est une catégorie d'établissements sociaux intervenant dans le domaine de l'accueil, de l'hébergement et de la réinsertion sociale et professionnelle des personnes en situation d'exclusion.
Les CHRS relèvent du champ de compétence de l'État. La planification, l’autorisation, la tarification et le contrôle de ces établissements relève de la compétence du préfet de région (Directions Régionales de la Jeunesse, des Sports et de la Cohésion Sociale) qui s'appuie à cette fin sur les DDETS (Directions Départementales de l'Emploi du Travail et des Solidarités) ou DDCSPP (Directions Départementales de la Cohésion Sociale et de la Protection des Populations).
Avant 1998, l'intitulé était centre d'hébergement et de réadaptation sociale.
La FAS (Fédération des Acteurs de la Solidarité, anciennement FNARS) est l'une des principales organisations représentant les associations gestionnaires de CHRS. Elle compte 800 associations gestionnaires de CHRS adhérentes, et se donne pour missions, outre leur représentation auprès des pouvoirs publics, l'information et la formation de ce réseau historique de l'hébergement et de l'insertion sociale en France. 
L'Association des cités du secours catholique compte parmi les acteurs associatifs les plus importants en nombre de places en CHRS. 
Par rapport aux autres dispositifs d'aide aux sans-abris, les CHRS ont une mission de soutien et d'accompagnement social approfondie des personnes. Il existe fin 2012, 101 000 places d’hébergement et de logement accompagné dont 40% se trouvent dans des CHRS selon la Drees.

## Droits des personnes accueillies
Les personnes accueillies en CHRS disposent des mêmes garanties de respect de leurs droits fondamentaux que les publics des autres catégories d'ESSMS.